# Визволення праці
Визволення праці — перша соціал-демократична організація (група) у Російській імперії, створена 25 вересня 1883 у Женеві колишніми народниками з «Чорного переділу» Георгієм Плехановим, Павлом Аксельродом, Вірою Засулич, Василем Ігнатовим та Левом Дейчем.
Члени групи заявили про свій повний розрив із народництвом і головним завданням визначили організацію «російського робітничого класу в особливу партію з визначеною соціально-політичною програмою». Маніфестом, в якому викладалися програмні погляди членів групи, стала книга Г. Плеханова «Соціалізм і політична боротьба», що вийшла друком наприкінці 1883. Група мала кілька проєктів програм, які розробив Плеханов. Першим з відомих дослідникам був проєкт «Програма соціал-демократичної групи „Визволення праці“» (опублікована 1884), другим — «Проєкт програми російських соціал-демократів» (опублікований 1888). У них проголошувалося, що політичним завданням пролетаріату є повалення самодержавства та здійснення загальнодемократичних перетворень, ставилося питання про радикальний перегляд аграрних відносин у Російській імперії.
«Визволення праці» критикувала народництво, теоретично обґрунтовувала політичні принципи російської соціал-демократії, популяризувала досвід західноєвропейського робітничого руху, пропагувала марксистську теорію. У поширенні марксизму в Російській імперії брали участь усі члени групи. Для цього вони заснували «Бібліотеку сучасного соціалізму» (1883), зібрання «Соціал-демократ» (1888), його однойменний літературно-політичний огляд (1890-92).
Група налагодила зв'язки з революційними гуртками Санкт-Петербурга й Москви, а також України, Білорусі, Грузії, Прибалтики тощо. Був встановлений зв'язок також із петербурзьким «Союзом боротьби за визволення робітничого класу», протягом 1901-03 років члени групи спільно з В. Леніним видавали газету «Искра» і журнал «Заря». Тісні контакти мала група з I. Франком, М. Павликом та іншими представниками революційної демократії Східної Галичини. Через Львів з-за кордону переправляли багато нелегальної літератури, яку поширювали в центрах революційного руху. Наприкінці 1894 в Женеві з ініціативи «Визволення праці» створено «Союз російських соціал-демократів за кордоном», однак внаслідок засилля там опортуністів група в 1900 році пориває з ним. Члени групи були учасниками багатьох міжнародних робітничих соціалістичних конгресів у Парижі (1889), Цюриху (1893), Лондоні (1896) та інших містах. У серпні 1903, після II з'їзду РСДРП, група заявила про припинення діяльності.